# Pierre Héring
Pierre Héring, francoski general, * 23. marec 1874, † 14. januar 1963.